# دستگاه ادراری
دستگاه ادراری یا دستگاه میزش (به انگلیسی: Urinary system)یکی از دستگاه‌های کالبد انسان و حیوانات است که برای دفع ادرار (میز) به کار می‌رود. این دستگاه از کلیه، میزنای، مثانه و پیشابراه تشکیل شده‌است. بخش انتهایی میزراه‌ها (مجاری ادرار) در خانم ها و اقایان متفاوت است.
این دستگاه شامل کلیه، میزنای و مثانه می‌باشد ازجمله کارهای این دستگاه را می‌توان گفت دفع مواد
زائد بدن تنظیم آب بدن و تنظیم نمک بدن است

## کار دستگاه
در هر ساعت کلیه‌های بدن انسان حدود ۷ لیتر مایع را از خون جدا می‌کنند این مایع را تصفیه کرده
و مواد مفید و سودمند آن را به خون بازمی‌گردانند و مواد مضر آن را از راه میزنای به مثانه
می‌فرستد تا دفع شوند

## ادرار
ادرار مایعی است که ۹۵ درصد آن را آب تشکیل می‌دهد و ۵ درصد باقی‌مانده را مواد محلول و ماده‌ای به نام اوره که حاوی نیتروژن است تشکیل می‌دهد. ادرار توسط کلیه‌ها تولید می‌شود و حجم ادرار تولیدشده توسط هورمون‌ها تنظیم می‌شود اگر خون بیش از اندازه غلیظ شود غدهٔ هیپوفیز (تولیدکننده هورمون‌های کاهش ادرار(اختصاری ADH))این عمل باعث کم شدن حجم ادرار می‌شود و در دفع آب صرفه جویی می‌شود اگر خون رقیق باشد میزان تولید (ADH) کاهش و میزان تولید ادرار افزایش می‌یابد.

## نام‌گذاری
میختن (میزیدن) و گُمیختن در زبان فارسی دری به معنای ادرار کردن است و میز نیز به معنای ادرار می‌باشد.

## دستگاه ادراری فوقانی
دستگاه فوقانی شامل کلیه و حالب می‌باشد
کلیه‌ها
هر دو کلیه وقتی به‌طور مناسب و کافی هیدراته می‌شوند ادرار تولید و این ادرار از دو کلیه به سیستم جمع‌کننده ادرار می‌ریزد و از طریق حالبها دفع می‌شود.
حالبها
حالبها به عنوان کانال‌های انبساط پذیر کم فشاری با حرکات دودی عمل می‌کنند و ادرار را از کلیه‌ها به مثانه انتقال می‌دهند.

## وظیفه دستگاه ادراری تحتانی
عمل دستگاه ادراری تحتانی می‌تواند به دو مرحله مجزا تقسیم شود.
- عمل ذخیره‌سازی ادرار (پر شدن).
- مرحله تخلیه ادرار.

### عمل ذخیره‌سازی ادرار
در جریان فاز ذخیره، مثانه از طریق حالب‌ها با ادرار پر می‌شود. وقتی حجم مثانه در اثر پر شدن ادرار افزایش می‌یابد افزایش محسوس در فشار داخل مثانه ایجاد نمی‌شود این انطباق توسط مثانه انجام می‌شود.
فاکتورهایی که در میزان تطابق مثانه دخالت دارند:
ویژگی الاستیک و گذرا در بافتهای دیواره مثانه،
توانایی ذاتی عضله صاف مثانه در حفظ کشش ثابت در یک محدوده وسیع از فشار،
رفلکسهای عصبی که کشش عضله دترسور را در هنگام پرشدن مثانه کنترل می‌کنند.

### مرحله تخلیه ادرار
در جریان مرحله تخلیه باید فعالیت معکوس با فعالیت‌هایی که در جریان مرحله ذخیره دیده شد رخ هد.
تخلیه ادرار چهار مرحله دارد.
1. شل شدن مجرا قبل از انقباض عضله دترسور صورت می‌گیرد.
2. شل شدن عضلات هم‌زمان با عضلات کف لگن روی می‌دهد.
3. قیفی شکل شدن گردن مثانه برای تسهیل جریان ادرار به پیشابراه پروگزیمال صورت می‌گیرد.
4. انقباض عضله دترسور برای بیرون راندن پرقدرت ادرار اتفاق می‌افتد
5. ادرار از «آلت» بیرون می آید

## بیماری‌های دستگاه ادراری
در بیماریهایی که دستگاه ادراری را درگیر می‌کنند معمولاً علائمی مانند تکرر ادرار فوریت ادراری، درد و سوزش ادراری و شب ادراری ایجاد می‌شود.
این علایم می‌توانند هم نشان دهنده درگیری دستگاه ادراری تحتانی  و هم دستگاه ادراری فوقانی باشند . البته در مواردی که دستگاه ادراری فوقانی درگیر می‌شود علایم سیستمیک نیز بروز می‌کند و این مسئله می‌تواند برای درمان و مدیریت بیماری اهمیت داشته باشد.

### سنگ کلیه و سنگ مثانه
هر گاه املاح ادراری در لگنچه رسوب نمایند، سنگ کلیه، که ممکن است درشت یا ریز باشد، ایجاد می‌شود چنانچه رسوب در مثانه اتفاق افتد، سنگ مثانه به وجود می‌آید. دفع سنگ معمولاً با درد شدید همراه است. امروزه با روش‌های جدید سنگ‌های درشت را به قطعات کوچک‌تر تبدیل می‌کنند تا به راحتی دفع شود.

### از کار افتادگی کلیه
گاهی به علل مختلف از جمله دیابت، فشار خون بالا، عفونت، بیماری‌های مادرزادی و التهاب کلیه، ممکن است یک یا هر دو کلیه از کار افتاده و سبب قطع ادرار گردد. در این زمان تجمع مواد سمی از جمله اوره در خون می‌تواند سبب مرگ شود. در این صورت فرد باید دیالیز شده، (که در حقیقت دستگاهی است که به عنوان کلیه مصنوعی کار می‌کند.) و یا تحت عمل جراحی قرار گیرد و کلیه فرد دیگری به او پیوند زده شود.